# أوليفيا بونيلا
أوليفيا بونيلا (بالإنجليزية: Olivia Bonilla)‏ هي مغنية مؤلفة أمريكية، ولدت في 25 يناير 1992 في سان دييغو في الولايات المتحدة.

## وصلات خارجية
- أوليفيا بونيلا على موقع IMDb (الإنجليزية)